# Kvalitný materiál
Kvalitný materiál je studiové album bratislavské hiphopové skupiny H16 vydané vydavatelstvím Hip-Hop.sk a EMI. Album mělo původně vyjít v dubnu 2006 ve vydavatelství Hip-Hop.sk/Universal Music, ale kvůli problémům s vydavatelstvím Universal Music album nakonec vyšlo pod Hip-Hop.sk/EMI. Album obsahuje hosty jako Rytmus, Tina, Vec, Čistychov a Slipo (oba z petržalské skupiny LUZA) a o hudební produkci se postarali členové H16 Abe, Grimaso a Otecko, nebo i Vec a český DJ Wich. Album bylo nahráno ve studiu Creative Music House a o mix se postaral DJ Jazzy.
Albu předcházel dvojklip pro skladby Idem si svoje / Ide karta a rádio verze byla použita i na výběrovce Nejbr Hip-Hop mix 1. První informace o albu hovořily o jednom intru, 14 skladbách a jednom skitu. Skit nakonec nebyl použit na albu a byla přidána ještě jedna skladba.
Pilotním singlem z alba se stala skladba "Nech vidia" s hostem Rytmem. K skladbě byl natočen videoklip, o který se postarali Imagine Vision a který dosáhl úspěchu v pořadu Music One na Markíze, byl nasazen v hitparádě XXL na STV a jistý čas patřil mezi nejhranější klipy na hudební stanici Musicbox. Později byl zpřístupněn k volnému stažení na stránce www.hip-hop.sk
Poslední videoklip byl natočený ke skladbě "Zarábaj keš" a členové H16 si v tomto klipu zkusili role prodavače hotdogů a roznášečů pizzy.
Na skladbu "Nejsom falošný" byl učiněn remix, kde se kromě H16 objevili i Supercrooo a Vec. Remix se objevil na výběrovce Nejbr Hip-Hop mix 2.
Alba se prodalo přes 7000 kopií a dostal ocenění - Platinovou desku. Album bylo také nominováno na cenu hudební akademie Aurel 2006 v kategorii Hip-Hop, ale cenu vyhrál Rytmus s albem Bengoro.

## Seznam skladeb
| #  | Název               | Producent | Host             | Délka | Poznámka                                                                  |
| -- | ------------------- | --------- | ---------------- | ----- | ------------------------------------------------------------------------- |
| 1  | "Intro"             | Abe       |                  | 1:14  | Scratch: DJ Yanko Král                                                    |
| 2  | "Nech ti nejebe II" | Otecko    |                  | 2:38  | Scratch: DJ Yanko Král; skladba obsahuje prvky ze skladby "Nie" od Gravis |
| 3  | "Kvalitný materiál" | Grimaso   |                  | 3:41  |                                                                           |
| 4  | "Idem si svoje"     | Grimaso   |                  | 4:25  | Scratch: DJ Yanko Král                                                    |
| 5  | "Zarábaj keš"       | Grimaso   |                  | 3:07  |                                                                           |
| 6  | "Nech vidia"        | Grimaso   | Rytmus           | 4:41  |                                                                           |
| 7  | "Nejsom falošný"    | Otecko    |                  | 4:18  |                                                                           |
| 8  | "Choré riadky"      | Abe       |                  | 3:49  |                                                                           |
| 9  | "Daj sa dokopy"     | Abe       | Slip & Čistychov | 5:03  |                                                                           |
| 10 | "Neverím ti"        | Abe       |                  | 4:17  | Scratch: DJ Jazzy                                                         |
| 11 | "Tie isté pičoviny" | Abe       |                  | 2:48  |                                                                           |
| 12 | "Sedíme v aute"     | Vec       | Vec              | 3:43  |                                                                           |
| 13 | "Ide karta"         | Abe       |                  | 3:02  |                                                                           |
| 14 | "Poď somnou von"    | Grimaso   | Tina             | 4:01  | Skladba obsahuje prvky ze skladby "Sunrise" od The Originals              |
| 15 | "Nasávaj ten dym"   | Grimaso   |                  | 3:50  | Scratch: DJ Yanko Král                                                    |
| 16 | "Neprestávam veriť" | DJ Wich   |                  | 4:30  | Skladba obsahuje prvky ze skladby "Long Ago And Far Away" od Earl Klugh   |

## Výroba alba
- Michal "Majk Spirit" Dušička - rap
- Branislav "Otecko" Korec - rap, hudební produkce
- Juraj "Cigo" Wertlen - rap
- Grimaso - hudební produkce
- Abe - hudební produkce
- DJ Yanko Král - scratch
- DJ Jazzy - nahrávání, mix, mastering, scratch
- Sado (RHB) - design obalu
- Tomáš "DJ Wich" Pechlák - hudební produkce
- Branislav "Vec" Kováč - rap, hudební produkce
- Martina "Tina" Csillagová - zpěv
- Patrik "Rytmus" Vrbovský - rap
- Daniel "Čistychov" Chládek - rap
- Slipo - rap

## Umístění v žebříčcích
| Žebříček       | Nejvyšší pozice |
| -------------- | --------------- |
| SK Top 50 alba | 3               |